# 亞塞尼夫卡 (沃倫州)
50°59′37″N 24°56′37″E / 50.99361°N 24.94361°E
亞謝尼夫卡（烏克蘭語：Ясенівка），是烏克蘭的村落，位於該國西部沃倫州，由盧茨克區負責管轄，始建於1577年，面積1.68平方公里，海拔高度198米，人口480，人口密度每平方公里289.29人。